# Verliefd zijn (lied)
Verliefd zijn is een single uit 1996 van de Nederlandse groep Guus Meeuwis & Vagant. Het is het eerste nummer van het album Verbazing. In het nummer blikt Meeuwis terug op een prille verliefdheid en de relatie die erop volgde en niet slaagde. In het refrein van het nummer wordt genoemd dat verliefd zijn veel leuker is dan een relatie en meer.

## Hitnoteringen

### Nederlandse Top 40[1]
| Hitnotering: 01-02-1997 t/m 15-02-1997 | Hitnotering: 01-02-1997 t/m 15-02-1997 | Hitnotering: 01-02-1997 t/m 15-02-1997 | Hitnotering: 01-02-1997 t/m 15-02-1997 | Hitnotering: 01-02-1997 t/m 15-02-1997 |
| Week                                   | 1                                      | 2                                      | 3                                      |                                        |
| -------------------------------------- | -------------------------------------- | -------------------------------------- | -------------------------------------- | -------------------------------------- |
| Positie                                | 37                                     | 36                                     | 38                                     | uit                                    |

### Single Top 100[2]
| Hitnotering: 24-12-1996 t/m 15-03-1997 | Hitnotering: 24-12-1996 t/m 15-03-1997 | Hitnotering: 24-12-1996 t/m 15-03-1997 | Hitnotering: 24-12-1996 t/m 15-03-1997 | Hitnotering: 24-12-1996 t/m 15-03-1997 | Hitnotering: 24-12-1996 t/m 15-03-1997 | Hitnotering: 24-12-1996 t/m 15-03-1997 | Hitnotering: 24-12-1996 t/m 15-03-1997 | Hitnotering: 24-12-1996 t/m 15-03-1997 | Hitnotering: 24-12-1996 t/m 15-03-1997 | Hitnotering: 24-12-1996 t/m 15-03-1997 | Hitnotering: 24-12-1996 t/m 15-03-1997 | Hitnotering: 24-12-1996 t/m 15-03-1997 | Hitnotering: 24-12-1996 t/m 15-03-1997 |
| Week                                   | 1                                      | 2                                      | 3                                      | 4                                      | 5                                      | 6                                      | 7                                      | 8                                      | 9                                      | 10                                     | 11                                     | 12                                     |                                        |
| -------------------------------------- | -------------------------------------- | -------------------------------------- | -------------------------------------- | -------------------------------------- | -------------------------------------- | -------------------------------------- | -------------------------------------- | -------------------------------------- | -------------------------------------- | -------------------------------------- | -------------------------------------- | -------------------------------------- | -------------------------------------- |
| Positie                                | 37                                     | 40                                     | 55                                     | 42                                     | 48                                     | 47                                     | 49                                     | 50                                     | 47                                     | 58                                     | 71                                     | 89                                     | uit                                    |